# لبدیع
لبدیع یک منطقهٔ مسکونی در قطر است که در شهرداری الریان واقع شده‌است. لبدیع ۲٫۴ کیلومتر مربع مساحت دارد ۲۶ متر بالاتر از سطح دریا واقع شده‌است.